# Maison Galerie Adel Yazdi
Maison Galerie Adel Yazdi est située dans le quartier historique de Chiraz, dans le voisinage de Maison Qavam. Cette maison-galerie a été fondée par Adel Yazdi, un artiste et sculpteur iranien, dans le but de transformer l'ancien tissu urbain de la ville en un centre culturel et de promouvoir l'art. Grâce à ses multiples salles et à ses conceptions artistiques, cet espace offre aux visiteurs un aperçu du mode de vie artistique et du processus de création des œuvres,,,.

## Caractéristiques
La Maison Galerie Adel Yazdi se compose de plusieurs pièces, chacune décorée avec des œuvres d'art et des designs uniques. Elle est reconnue comme la troisième maison-galerie enregistrée sur la liste du Patrimoine national de l'Iran, après la Maison Galerie Nader Khalili sur l'île d'Hormuz et la Galerie Grotte Vaziri Moghaddam à Téhéran,.
De plus, inspiré par le Centre Pompidou à Paris, Yazdi aspire à transformer les ruelles de Chiraz en un pôle culturel dynamique. Ses œuvres, qui ont attiré l'attention sur les réseaux sociaux, sont devenues une attraction touristique, mettant en valeur un aspect unique du patrimoine artistique iranien.

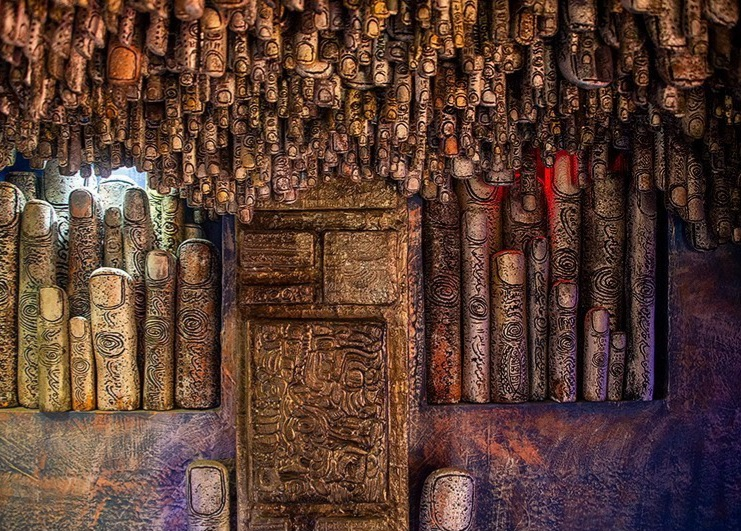
La "Salle des Doigts", abritant environ 14 000 sculptures.

L'une de ses œuvres les plus remarquables est la "Salle des Doigts", où environ 14 000 sculptures de doigts sont fixées au plafond, pointant vers le bas. Cette œuvre est inspirée de la légende d'un ange comptant les gouttes de pluie avec des milliers de doigts, symbolisant l'importance de vivre pleinement le moment présent.

## Activités

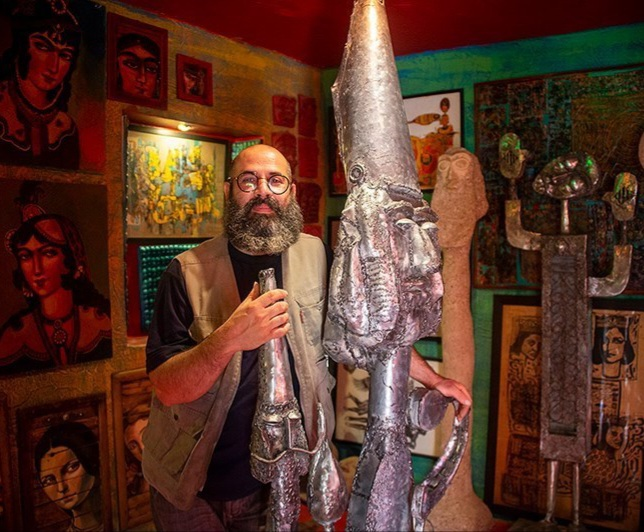
Adel Yazdi dans sa galerie, novembre 2021

En plus d'exposer des œuvres d'art, cette maison-galerie sert de centre culturel en accueillant des ateliers et des événements artistiques, attirant touristes et passionnés d'art. Adel Yazdi a également réalisé des fresques murales et des sculptures emblématiques dans les ruelles du quartier, transformant le tissu historique de Chiraz en un espace artistique et culturel.

## Importance culturelle
La Maison Galerie Adel Yazdi joue un rôle crucial dans la revitalisation du quartier historique de Chiraz et la promotion de l'art dans la région. En attirant touristes et amateurs d'art, elle a contribué de manière significative au développement culturel et économique du voisinage de Maison Qavam.